# Kikatsik
Kikatsik, naziv za jednu skupinu Shasta Indijanaca u dolinama rijeka Shasta i Klamath od Hot Springsa do Scott Rivera, Kalifornija. U ranim izvještajima dobivali su različita imena, među kojima i Autire i Edhowe, što dolazi od Ahótidĕ’ĕ, Shasta naziv za dolinu Shasta. Imali su između 19 i 24 sela, svako s oko 60 stanovnika, među kojima i Wiyahawir.
Frederick Webb Hodge kaže da ima tek nešto peživjelih (rano 20. stoljeće).
Ostali nazivi za njih bili su: Ho-te-day (Steele, 1865.,  navodi ga kao ime kojim nazivaju sami sebe). O-de-i-lah (McKee, 1851), Yrekas (Taylor, 1860). Yeka (Steele, 1865).